# Vidriol (química)

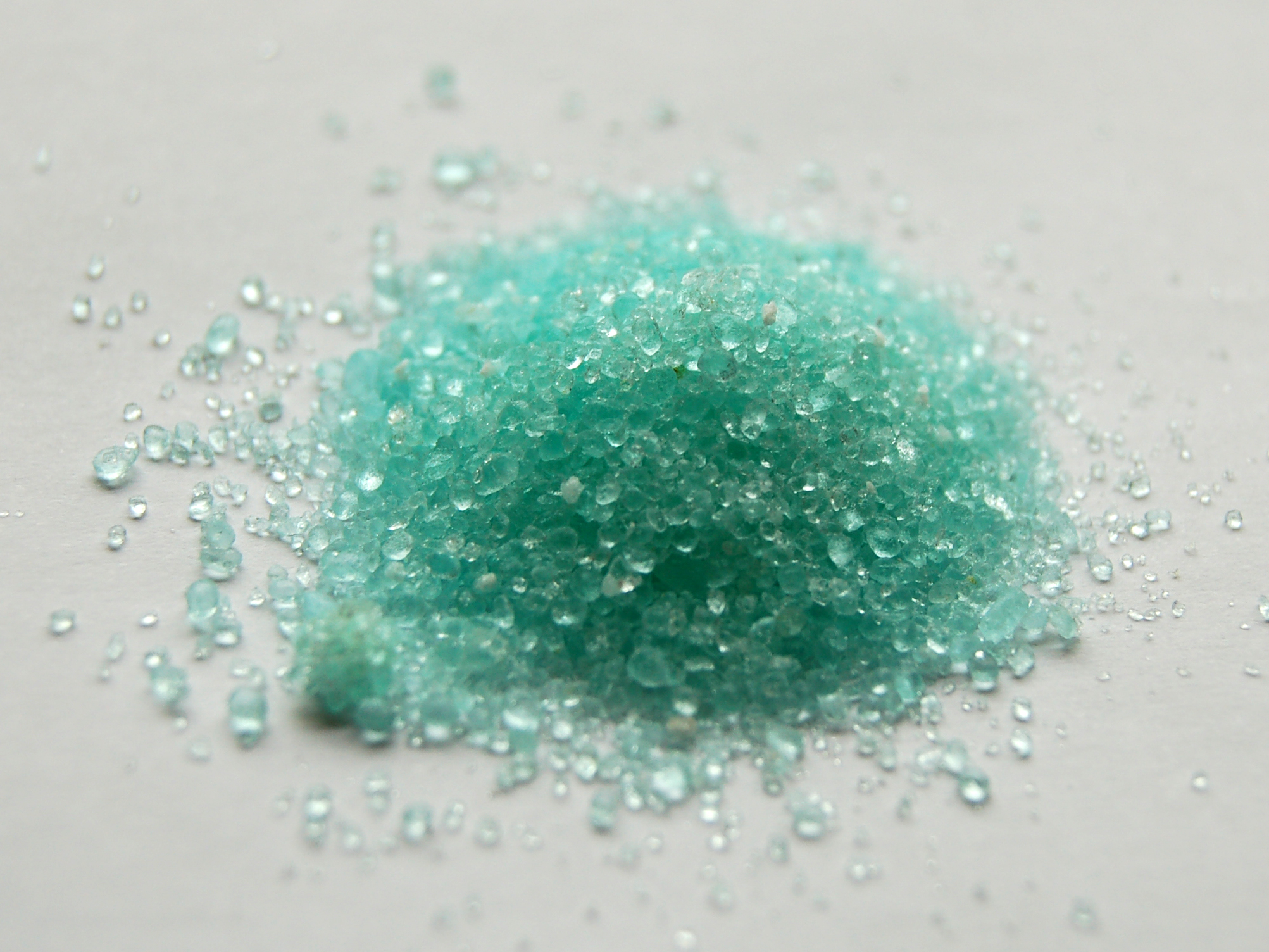
Vidriol verd
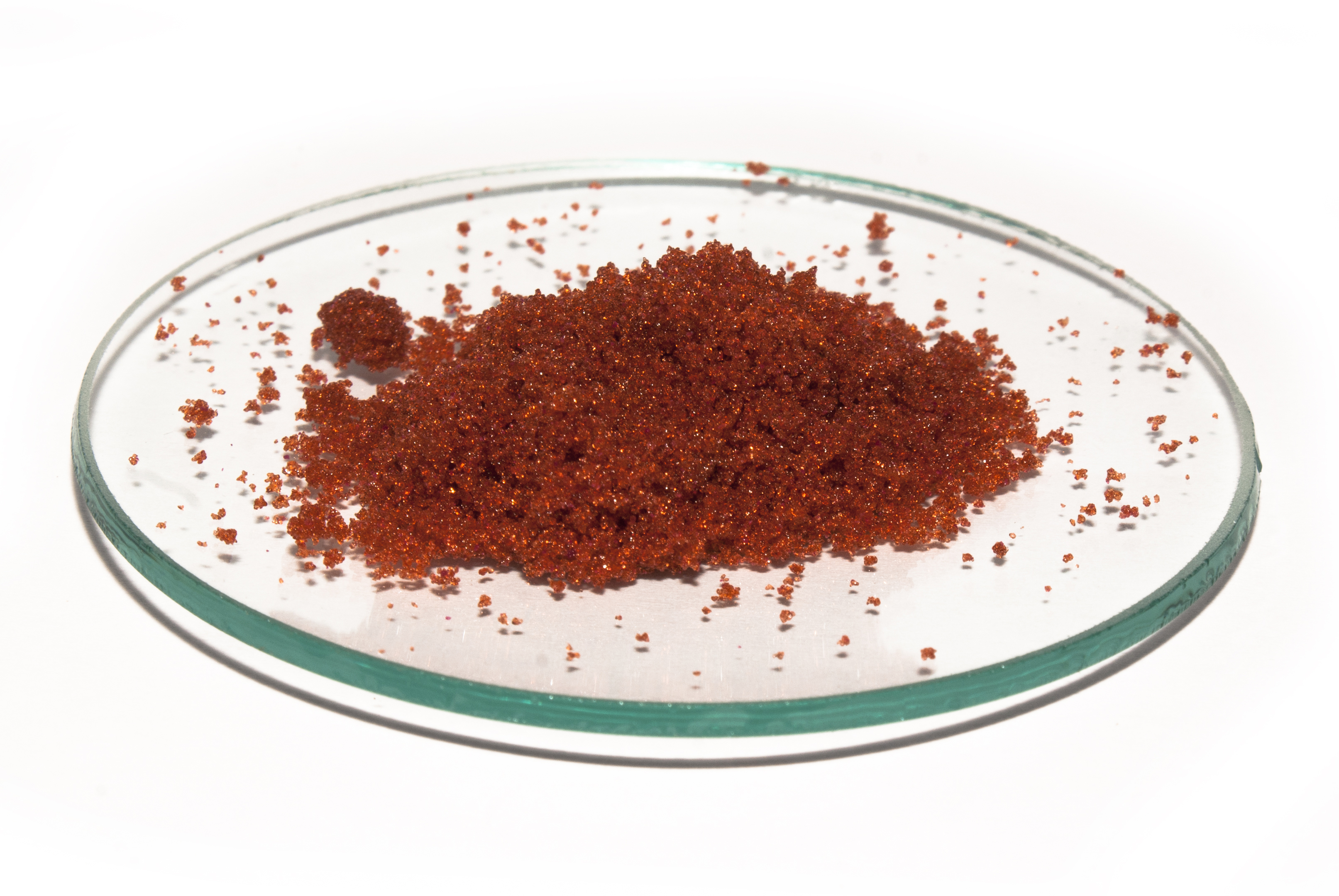
Vidriol roig
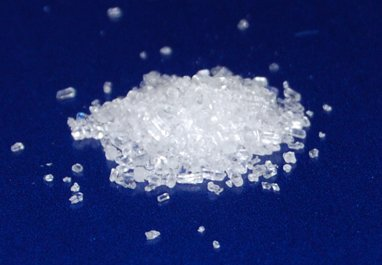
Vidriol blanc
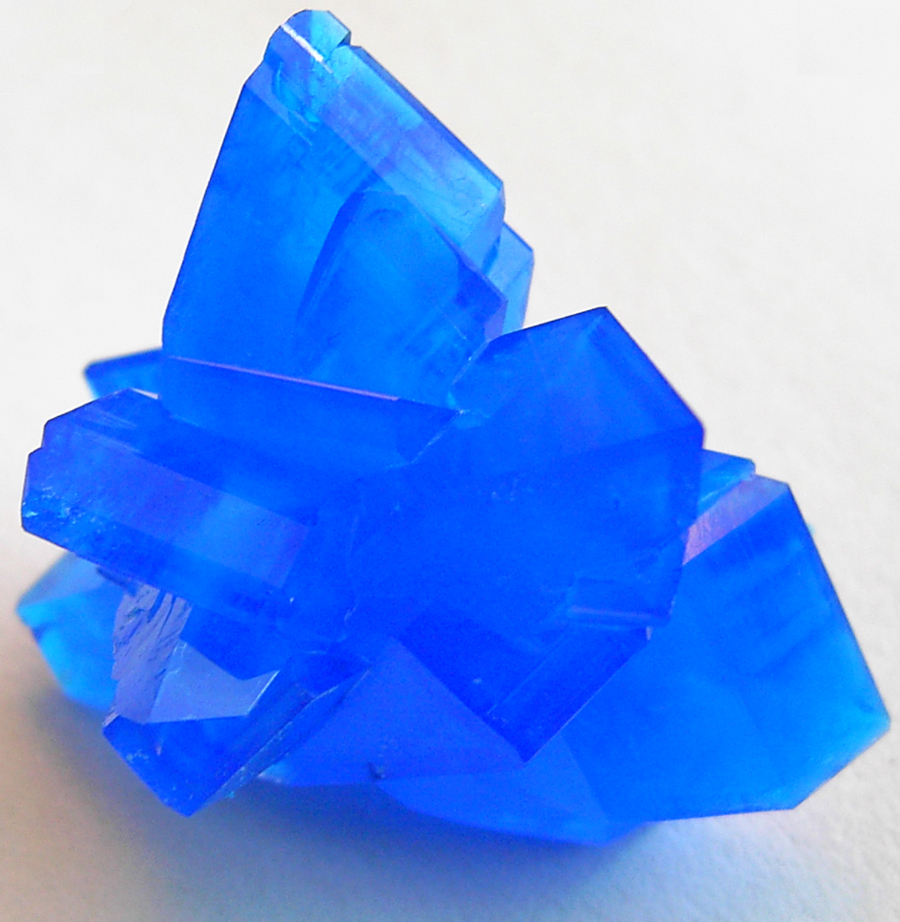
Vidriol blau

Vidriol és una denominació genèrica, obsoleta, dels sulfats, que empraren els alquimistes i els químics fins al segle xix.
Antigament els alquimistes i els químics anomenaven vidriol a diversos minerals, principalment al vidriol blau o vidriol de Xipre (sulfat de coure(II) pentahidratat, {\displaystyle {\ce {CuSO4*5H2O}}}), essent tots sulfats (tots contenien l'anió sulfat, {\displaystyle {\ce {SO4^2-}}}) els cristalls dels quals se semblaven al vidre. Etimològicament vidriol prové del llatí vulgar vitrĕŏlu, derivat diminutiu de vitrĕum, ‘de vidre’. D'aquest minerals es podia obtenir l'àcid sulfúric, {\displaystyle {\ce {H2SO4}}}, el primer en fer-ho fou l'alquimista alsacià Basilius Valentinus que, en el segle xv, l'obtingué destil·lant vidriol verd o vidriol marcial, el sulfat de ferro(II) heptahidratat, {\displaystyle {\ce {FeSO4*7H2O}}}, amb arena. L'anomenava oli de vidriol o licor de vidriol per haver-lo obtingut del vidriol verd.
A despit que diversos sulfats s'anomenaven com a vidriols, no es feia així amb tots, ja que se'n desconeixia la seva composició química. Per exemple el sulfat de calci, {\displaystyle {\ce {CaSO4}}}, s'anomenava guix; el sulfat de magnesi, {\displaystyle {\ce {MgSO4}}}, s'anomenava sal d'Epson, sal de Sedlitz,...; el sulfat d'alumini i potassi, {\displaystyle {\ce {KAl(SO4)2*12H2O}}}, s'anomenava alum, etc. Durant el segle xviii els nous composts químics que es descobrien començaren a anomenar-se de forma més sistemàtica a partir de la seva composició química gràcies als avenços en l'anàlisi química. Un dels químics impulsors d'aquest mètode fou el francès Pierre Joseph Macquer (1718-1784) que proposà anomenar les sals a partir de l'àcid del qual s'havien obtingut. Així s'anomenaren sals que duien totes el nom de vidriol (els actuals sulfats): la combinació de l'àcid sulfúric (oli de vidriol) i ferro donava el vidriol de ferro, nom que havia de substituir els antics vidriol verd i vidriol marcià; quan es combinava amb el coure, vidriol de coure, que havia de substituir els noms vidriol blau i vidriol de Xipre.
| Noms antics                                                        | Nom actual           | Fórmula                            |
| ------------------------------------------------------------------ | -------------------- | ---------------------------------- |
| Vidriol, oli de vidriol                                            | Àcid sulfúric        | {\displaystyle {\ce {H2SO4}}}      |
| Vidriol amoniacal                                                  | Sulfat d'amoni       | {\displaystyle {\ce {(NH4)2SO4}}}  |
| Vidriol de lluna, vidriol d'argent                                 | Sulfat d'argent      | {\displaystyle {\ce {Ag2SO4}}}     |
| Vidriol roig, vidriol de cobalt                                    | Sulfat de cobalt(II) | {\displaystyle {\ce {CoSO4*7H2O}}} |
| Vidriol blau, vidriol de Xipre, vidriol de Venus, vidriol de coure | Sulfat de coure(II)  | {\displaystyle {\ce {CuSO4*5H2O}}} |
| Vidriol verd, vidriol marcial, vidriol de ferro                    | Sulfat de ferro(II)  | {\displaystyle {\ce {FeSO4*7H2O}}} |
| Vidriol blanc, vidriol de Goslard, vidriol de zinc                 | Sulfat de zinc       | {\displaystyle {\ce {ZnSO4}}}      |
| Vidriol de "metall"                                                | Sulfat de "metall"   |                                    |

El 1787 es publicà el Méthode de Nomenclature Chimique dels químics francesos Louis Bernard Guyton de Morveau (1737-1816), Antoine Laurent Lavoisier (1743-1794), Claude Louis Berthollet (1748-1822) i Antoine François Fourcroy (1755-1809), on s'estableix per primera vegada un mètode sistemàtic per anomenar les substàncies químiques. En les noves regles se substitueix el nom vidriol pel de sulfat.
Tanmateix la nova nomenclatura necessità molt de temps en implantar-se. a poc a poc els químics s'hi adaptaren, però molt més lentament els comerciants i la població en general. Així encara en el segle XX alguns pagesos de la comarca tarragonina de la Terra Alta, utilitzaven la paraula vidriol per referir-se al sulfat de coure(II) en forma de cristalls que utilitzaven per barrejar-lo amb calç i obtenir el brou bordelès amb què tractaven les malalties fúngiques d'alguns conreus.